# Л’Ами, Алина
Алина Л’Ами (рум. Alina l'Ami; Моцок; рум. Moţoc; род. 1 июня 1985, Яссы) — румынская шахматистка, гроссмейстер (2006) среди женщин и международный мастер (2014).
В составе сборной Румынии участница пяти Олимпиад (2004, 2008—2014), семи командных чемпионатов Европы (2003, 2007—2017) и 4-го командного чемпионата мира (2013) в Астане.
Замужем за нидерландским гроссмейстером Эрвином Л’Ами.

## Изменения рейтинга
| Графики недоступны из-за технических проблем. См. информацию на Фабрикаторе и на mediawiki.org. |